# Pöls (Katastralgemeinde)
Pöls ist eine von sechs Katastralgemeinden der Gemeinde Pöls-Oberkurzheim, die aus den Orten Pöls, Mühltal und Reifenstein besteht.
Das Gebiet der Katastralgemeinde Pöls gliedert sich in drei Ortschaften (in Klammern die Einwohnerzahl, Stand 1. Jänner 2024):
- Mühltal (8)
- Pöls (1401)
- Reifenstein (unbewohnt)

Zusammen mit den Katastralgemeinden Allerheiligen, Enzersdorf und Thalheim bildete es bis Ende 2014 die Gemeinde Pöls, die mit 1. Januar 2015 mit der Gemeinde Oberkurzheim (bestand aus Oberkurzheim und Unterzeiring) zur neuen Gemeinde Pöls-Oberkurzheim zusammengelegt wurde.